# 山本音也
山本 音也（やまもと おとや、1944年11月6日- ）は、日本の小説家。

## 来歴
和歌山県生まれ。本名・山本章、別筆名・池田章一。立教大学経済学部卒。小学館に勤務、『女性セブン』『週刊ポスト』「小学館文庫」の各編集長をへて、出版局チーフプロデューサー。1982年「宴会」（池田章一名義）で第8回中央公論新人賞を受賞。83年「退屈まつり」で第89回芥川賞候補。2002年に山本音也名義の『偽書西鶴』で第9回松本清張賞を受賞（のち『ひとは化けもんわれも化けもん』に改題）。2016年『本懐に候』で舟橋聖一文学賞受賞。

## 著書
- 『ひとは化けもんわれも化けもん』文藝春秋 2002　のち文庫（西鶴）
- 『殺し屋はバスに乗る』講談社 2003
- 『コロビマス』文藝春秋 2003　『天上の花の雨』小学館文庫　(クリストヴァン・フェレイラ)
- 『あたしの夜』講談社 2004（「宴会」をもとにしたもの）
- 『あの世この世の軍立ち』講談社 2004
- 『抱き桜』小学館 2005　のち文庫
- 『四十一人の仇討ち』小学館 2006　(浄瑠璃坂の仇討)
- 『夜明けの舟』文藝春秋 2006
- 『吉原しぐれ橋 水戸の隠密』ハルキ文庫 時代小説文庫　2007
- 『本懐に候』小学館 2016　（相馬主計・安富才助）